# US Hollerich/Bonnevoie
US Hollerich/Bonnevoie was een Luxemburgse voetbalclub uit de gemeente Hollerich, die toen nog niet opgeslorpt was door de hoofdstad Luxemburg.

## Geschiedenis
Union Sportive Hollerich werd in 1908 opgericht en fusioneerde al snel met een club uit het Luxemburgse stadsdeel Bonnevoie en werd zo US Hollerich/Bonnevoie. De club was al van de partij bij het allereerste kampioenschap in 1909/10 en bereikte de finale die het verloor tegen Racing Club Luxemburg. Het volgende seizoen werd de club derde op vier clubs. 
In 1911/12 eindigde US bovenaan de rangschikking, samen met Sporting Luxemburg. Een testwedstrijd zou over de titel beslissen, maar Sporting kwam niet opdagen waardoor US de titel cadeau kreeg. Na een jaar geen competitie werd de club ook in 1914 kampioen. 
Het volgende seizoen was bizar, na de eindronde haalde Sporting de tweede titel binnen maar die werd herroepen en US mocht in de plaats van Sporting aan de nieuwe eindronde deelnemen. In de finale versloeg het Jeunesse d'Esch met 8-1. In 1916 werd de club voor de derde keer op rij kampioen en in 1917 deed de club het nog eens over en dit keer zonder één punt af te staan aan de tegenstanders. Het volgende seizoen moest de club Fola Esch voorlaten in de rangschikking. 
In 1920 nam de club de naam Union Luxemburg aan, nadat Hollerich werd opgeslorpt door Luxemburg en zodat de club zo de hele stad kon vertegenwoordigen. De club kon nog vicekampioen worden in 1922 maar speelde toen al geen rol van betekenis meer. In 1925 fusioneerde de club met Jeunesse Verlorenkost en dit jaar wordt als het eigenlijke oprichtingsjaar gezien van Union Luxemburg.

## Erelijst
Landskampioen
winnaar (5): 1912, 1914, 1915, 1916, 1917